# إدارة بالإشعاعات الشمسية

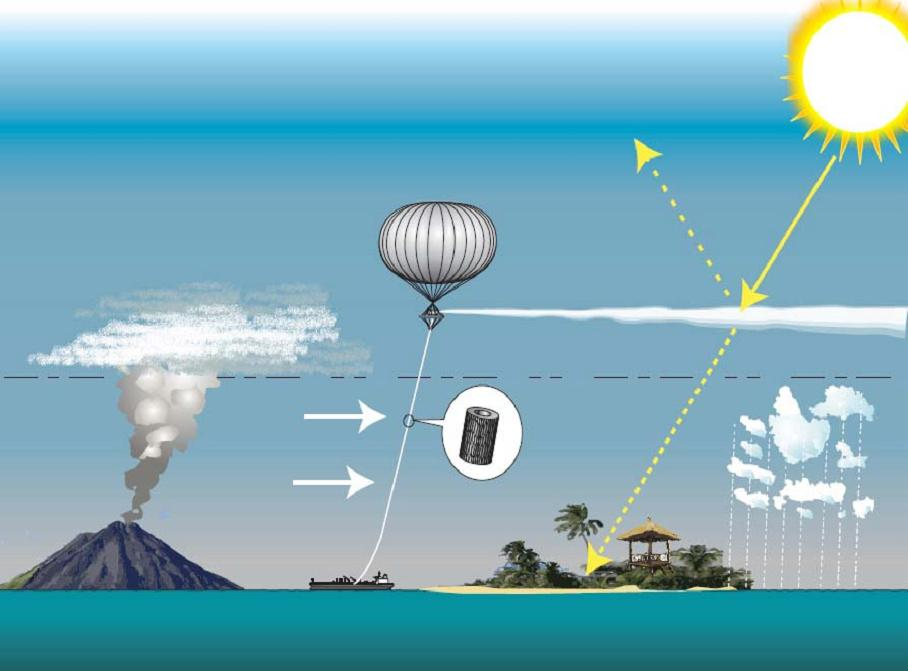

تُعتبر اقتراحات التحكم بالإشعاعات الشمسية نوعًا من أنواع هندسة المناخ التي تهدف إلى عكس ضوء الشمس لتقليل الاحتباس الحراري. تتضمن الوسائل المُقترحة لتنفيذ هذه المهمة زيادة وضاءة الكوكب -نسبة البياض لعكس ضوء الشمس- مثل استخدام مرذذات كبريتات الستراتوسفير. اقترحت بعض الطرق المُجددة (الترميمية) حماية العاكسات الطبيعية مثل الجليد البحري والثلوج والأنهار الجليدية باستخدام بعض المشاريع الهندسية المتخصصة التي تُعتبر أحد المميزات الرئيسة لمقترحاتهم؛ بسبب السرعة التي يمكن أن تنتشر بها وتصبح فعالة بشكل كامل، بالإضافة إلى تكلفتها المالية المنخفضة وانعكاس تأثيراتها على المناخ بشكل سريع مباشر.
يمكن لمشاريع إدارة الإشعاعات الشمسية أن تعمل استجابة مؤقتة، فمثلًا تمكن السيطرة على الغازات الدفيئة من خلال الحد من انبعاثاتها أو باستخدام تقنيات حديثة لإزالة هذه الغازات. ورغم ذلك، لن تُقلل هذه التقنيات والمشاريع المُقترحة من تركيزات الغازات الدفيئة في الغلاف الجوي، وبالتالي لن تحل بعض المشاكل مثل تحمُّض المحيط الناجم عن الذوبان الكثيف لثاني أكسيد الكربون في مياة المحيطات.

## الغرض
اقتُرحت العديد من مشاريع هندسة المناخ للحد من ظاهرة الاحتباس الحراري. ففي بداية عام 1974، اقترح العالم الروسي ميخائيل بوديكو أنه في حالة أصبحت ظاهرة الاحتباس الحراري مشكلة عويصة، يمكننا إعادة تبريد الكوكب من خلال حرق الكبريت في طبقة الستراتوسفير التي ستكوّن ضبابًا يمكنه حجب الإشعاعات الشمسية عن الأرض بشكل كبير. قُدرت التكلفة السنوية لإيصال كمية مناسبة من الكبريت إلى الستراتوسفير لمواجهة ظاهرة الاحتباس الحراري نتيجة الغازات الدفيئة بنحو 8 مليارات دولار أمريكي.
اقترح العلماء مجموعة من الوسائل المختلفة التي يمكن للبشرية من خلالها منع التأثيرات الضارة للتغير المناخي وظاهرة الاحتباس الحراري على الكوكب. اقترح الباحثون أن زيادة وضاءة الكوكب أو عكس الأشعة تحت الحمراء القادمة من الشمس من خلال رش الرذاذ الجوي مثل ثاني أكسيد الكبريت في طبقة الستراتوسفير يمكن أن يساعد في الحد من تأثيرات الغازات الدفيئة. تحدث هذه الظاهرة طبيعيًا من خلال انفجار البراكين، إذ تتصاعد أبخرة ثاني أكسيد الكبريت إلى الغلاف الجوي لتشكل طبقة حامية للأرض من الإشعاعات الضارة. يعتقد العلماء أن الإنتاج الاصطناعي لنفس تلك الانبعاثات البركانية يُمكنه أن يخفف من الاحتباس الحراري على الكوكب.
قدم إدوارد تيلر وآخرون في دراستهم عام 1997 شرحًا مفصلًا عن السلبيات والإيجابيات لكل الاقتراحات المختلفة المطروحة للحد من ظاهرة الاحتباس الحراري من خلال تشتيت الإشعاعات الشمسية أو عكسها بعيدًا عن الأرض، عن طريق إدخال مواد كيميائية متنوعة إلى طبقة الستراتوسفير العليا في مدار الأرض السُفلي.
عند تعديل وضاءة (ابيضاض) سطح الأرض أو من خلال منع الإشعاعات الشمسية من الوصول إلى سطح الأرض باستخدام ظل شمسي، يمكن في هذه الحالة إبطال التأثير الحراري للشمس على الأرض، ومع ذلك لن يكون إبطال التأثير الحراري للشمس كاملًا؛ بسبب وجود تباينات مناطقية (إقليمية).تُعتبر إدارة الإشعاعات الشمسية أو تعديل وضاءة الأرض خيارًا فعالًا للحد من ظاهرة الاحتباس الحراري. طبقًا للأكاديمية الوطنية للعلوم في تقرير لها صدر عام 2015: يشمل الخياران الأساسيان -لتحقيق استجابة فعلية لمخاطر ظاهرة الاحتباس الحراري- تخفيف انبعاثات ثاني أكسيد الكربون والغازات الدفيئة الأخرى التي يسببها الإنسان، بالإضافة إلى تقليل استخدام الأنظمة الطبيعية والبشرية التي تؤثر سلبًا على المناخ. أما الخيار الثالث فما زال تحت التطوير، ويُعتقد أنه سيكون قابلًا للتطبيق على نطاق واسع في المُستقبل، وهو سحب ثاني أكسيد الكربون من الغلاف الجوي وتخزينه. تسعى مجموعة أخرى من الاقتراب من مرحلة تعديل وضاءة (ابيضاض) الأرض وبالتالي عكس الإشعاعات الشمسية مرة أخرى خارج الأرض، وبالتالي سيقلل من الاحتباس الحراري ومن نسبة الغازات الدفيئة في الأرض. في هذا الإطار، يُنظر إلى إدارة الإشعاعات الشمسية على أنها ليست حلًا بديلًا لتخفيف ظاهرة الاحتباس الحراري. انتهت الجمعية الملكية في تقريرها لعام 2009: لا تعد أساليب الهندسة الجيولوجية الحل الأوحد لمواجهة تغير المناخ، ويجب أن تُعتبر جزءًا من منظومة أوسع من الكثير من الخيارات لمعالجة تغير المناخ، أو استخدام طريقة أخرى. تُعتبر أكثر طريقة فعالة متوقعة النتائج هي الحد مبكرًا من انبعاثات الغازات الدفيئة في الغلاف الجوي. لا يُمكن لأي وسيلة من وسائل الهندسة الجيولوجية توفير حل بديل فعال مقبول لظاهرة تغير المناخ. ومع ذلك، ربما تكون وسائل الهندسة الجيولوجية فعالة ومفيدة في المستقبل بسبب البحث والتطوير الدائم للعديد من الأساليب والطرق بغرض التغلب على الاحتباس الحراري.
من خلال استخدام مواد عاكسة على سطح الأرض، يعتقد العلماء أننا قادرون على عكس الإشعاعات الشمسية والحرارة مرة أخرى إلى الفضاء. يمكننا بناء منشآت للظل في الفضاء تحجب الإشعاعات الشمسية أو تقللها (حتى قبل أن تصل إلى الأرض). لم تؤكَّد هذه التأثيرات، لكن الأكيد هو أن زيادة 2% في وميض (ابيضاض) الأرض يمكن أن يقلل من تأثير تضاعف ثاني أكسيد الكربون إلى النصف.
حددت الأكاديمية الوطنية للعلوم العديد من الفوائد والمخاطر المحتملة لعملية إدارة الإشعاعات الشمسية. أظهرت بعض النماذج من الدراسات أن إدخال كميات كبيرة من المبردات المكافئة للكميات المُنتجة المتوقعة من غاز ثاني اكسيد الكربون في طبقة الستراتوسقير، يمكن أن يتحقق عن طريق إيصال عشرات الملايين من الأطنان من الرذاذ الجوي إلى الستراتوسفير. اقترحت النتائج الأولية أن تعديل ابيضاض الأرض يمكن أن يحد كثيرًا من تأثرات الغازات الدفيئة المدمرة على درجة الحرارة والدورة الهيدرولوجية، ويمكن أن يقلل من بعض التأثيرات الضارة على الجليد البحري. أوضحت هذه النماذج أيضًا أن توزيع المخاطر والفوائد لن يكون مثاليًا على كل مناطق الكرة الأرضية.
لم تُختبر قابلية كل هذه التقنيات المذكورة بشكل كامل. حتى لو أظهرت نماذج المحاكاة على الحواسيب آثارًا متوقعة وصغيرة، توجد مشاكل تراكمية كثيرة -مثل استنفاد الأوزون- لا تتضح إلا إذا جُربت عمليًا على نطاق واسع.
اقتُرحت بعض التقنيات للتحكم بالمناخ الإقليمي عن طريق إدارة الإشعاعات الشمسية، لكن عمليًا، لا يمكن التحكم بالحدود الجغرافية لتأثير هذه التقنيات.
على سبيل المثال: يمكن استخدام مشاريع إدارة الإشعاعات الشمسية استجابةً مؤقتةً، لكن تمكِن السيطرة على مستويات الغازات الدفيئة من خلال تقنيات التخلص من المواد الكيميائية المنتجة لهذه الغازات الدفيئة، ورغم هذا، لن تقلل هذه التقنيات من تركيز الغازات الدفيئة في الغلاف الجوي، وبالتالي لن تُحل بعض المشاكل مثل حامضية المحيط بسبب المستويات المتزايدة من ثاني أكسيد الكربون المُذاب.

## الحدود والمخاطر
بالإضافة لإمكانية الإبطال التام لتأثيرات الغازات الدفيئة، توجد بعض المشكلات الكبيرة مع إدارة الإشعاعات الشمسية بصفتها شكلًا من أشكال هندسة المناخ، ومن أهم المشاكل التي تواجهنا هي أن تأثير تقنيات إدارة الإشعاعات الشمسية مؤقتة وقصيرة الأجل؛ وبالتالي علينا استخدامها باستمرار إلا إذا أُزيل وسُحب ثاني أكسيد الكربون من الجو في وقت لاحق. ورغم هذا، يمكن أن تكون تقنيات إدارة الإشعاعات الشمسية قصيرة الأجل مُفيدة.